# Ocaina
 Gli Ocaina sono un piccolo gruppo etnico della Colombia e del Perù, con una popolazione stimata di circa 181 persone. Questo gruppo etnico è principalmente di fede animista e parla la lingua Ocaina (codice ISO 639: OCA).
Le poche famiglie che compongono questo gruppo, prossimo all'estinzione, vivono lungo il fiume Igara-Paraná, nella regione dell'Amazzonia colombiana.